# Francisco Arancibia
Francisco Andrés Arancibia Silva (* 12. November 1996 in Rancagua) ist ein chilenischer Fußballspieler auf der Außenbahn.

## Karriere

### Verein
Francisco Arancibia wurde im Alter von 17 Jahren in den Profikader vom frischgebackenen Meister CD O’Higgins unter Trainer Eduardo Berizzo aufgenommen. Dort debütierte der Außenspieler 2014 in der Copa Chile. Erst nach seiner Leihe zu Palmeiras São Paulo debütierte er 2016 unter dem argentinischen Trainer Cristián Arán, der ihn zuvor in der Jugend schon trainiert hatte. Arancibia erkämpfte sich einen Stammplatz und wechselte 2017 zum Ligakonkurrenten CF Universidad de Chile, wo er sich allerdings nicht langfristig durchsetzen konnte. Daher wurde er 2019 zu den brasilianischen Klubs Coritiba FC und EC São Bento verliehen, 2020 dann zum CD O’Higgins, der ihn nach der Leihe fest verpflichtete, da der Vertrag bei Universidad de Chile ausgelaufen war. Nach guten Leistungen wechselte Arancibia 2024 zum Aufsteiger CD Cobreloa. Im Juli 2024 gab er seinen Wechsel zu Universidad Católica bekannt.

### Nationalmannschaft
Francisco Arancibia spielte 2017 für die U21-Nationalmannschaft.

## Erfolge
O’Higgins
- Chilenischer Supercupsieger: 2014

Palmeiras
- Brasilianischer Pokalsieger: 2015

## Sonstiges
Seine Großmutter Edith Unger ist deutscher Herkunft. Sein Vater Leopoldo sowie seine Onkel Franz, Eduardo und Roque spielten ebenfalls Fußball.